# Stephen Edward Blaire
Stephen Edward Blaire (Los Angeles, Califórnia, 22 de dezembro de 1941 - Modesto, Califórnia, 18 de junho de 2019) foi um ministro americano e bispo católico romano de Stockton.
O arcebispo de Los Angeles, o cardeal James Francis Aloysius McIntyre, ordenou-o sacerdote em 29 de abril de 1967.
O Papa João Paulo II o nomeou Bispo Auxiliar de Los Angeles e Bispo Titular de Lamzella em 17 de fevereiro de 1990. O arcebispo de Los Angeles, Roger Michael Mahony, o consagrou em 31 de maio do mesmo ano; Os co-consagradores foram os bispos auxiliares de Los Angeles, John James Ward e George Patrick Ziemann.
Ele foi nomeado Bispo de Stockton em 18 de janeiro de 1999 e foi empossado em 16 de março do mesmo ano.
O Papa Francisco aceitou sua aposentadoria em 23 de janeiro de 2018.